# Іса Юсуф
Іса Юсуф Алптекін (уйг. ئەيسا يۈسۈپ ئالپتېكىن (عيسى يوسف الپتگین або عيسى يوسف الپتكین); турецька: İsa Yusuf Alptekin; кит.: 艾萨·玉素甫·阿布甫泰肯; піньїнь: Àisà Yùsùfǔ Ābùfǔtàikěn; 1901 — 17 грудня 1995), відомий у Китаї як Ай Ша (кит.: 艾沙伯克; піньїнь: Àishābókè) — уйгурський націоналіст і пантюркський політик, який служив режиму китайських націоналістів (КМТ) і виступав проти Першої і Другої республіки Східного Туркестану. Коли Східний Туркестан (Сіньцзян) потрапив під контроль комуністичного Китаю в 1949 році, Альптекін виїхав у вигнання з Китаю.

## Біографія
Він народився в 1901 році в повіті Янгісар, Кашгар, династія Цін. Аліптекін розпочав свою політичну кар'єру, працюючи перекладачем у китайському консульстві в Андижані з 1926 по 1928 рік. Працюючи в Андижані, Алптекін зустрічався з уйгурськими купцями, які шукали його поради щодо того, чи варто погоджуватися з радянськими планами озброїти уйгурів і щоб звільнити Східний Туркестан від китайського контролю, Алптекін негайно повідомив китайського консула про змову. У 1928 році Аліптекін отримав похвалу за свою роботу і отримав завдання супроводити китайського дипломата, який дуже захворів, до (Пекіна). Восени 1928 року Алптекіна відправили до Ташкента, де він працював лакеєм, перекладачем у китайського консула до травня 1932 року. У 1932 році Алптекіна було направлено до Нанкіна та призначено радником в Департаменті прикордонних справ Міністерства оборони Китайської Республіки.
Алптекін виступав проти Першої Східно-Туркестанської республіки, яка існувала в Кашгарі з 12 листопада 1933 року по 16 квітня 1934 року. У Нанкіні, під керівництвом китайського уряду, журнал Алптекіна «Chini Turkistan Avazi» звинуватив британський уряд в організації повстання у Східному Туркестані з метою його захоплення. Спочатку республіка називалася «Турецька ісламська республіка Східний Туркестан» (ТІРЕТ), що представляло багатонаціональний персонал уряду, який включав уйгурів, казахів і киргизів; свою анти-хуейцзуську, анти-ханьську та антикомуністичну політику, проголошену в її декларації незалежності, і основні ісламські принципи, проголошені в її конституції. 18 вересня 1936 року Аліптекін був «обраний» членом Національних зборів Китаю (Законодавчий юань).
Він залишився в Нанкіні, а потім втік до Чунціна разом з китайським урядом, коли вторгласяЯпонська імперія. Він жив там разом з кількома іншими уйгурами, такими як Масуд Сабрі. Щоб завоювати симпатії до війни Китаю проти Японії, у 1939 році Хуей Муслім Ма Фулян (馬賦良) та уйгурський мусульманин Іса Юсуф Алптекін відвідали країни Єгипту, Сирії та Туреччини. У 1940 році, коли вони поїхали в Афганістан, зв'язалися з Мухаммедом Аміном Бугрою і попросивши його приїхати до Чунціна, столиці режиму Гоміньдан. Гоміньдан організував звільнення Бугри після того, як британці заарештували його за шпигунство. Гоміньданівські мусульманські видання використовували як редакторів Ісу та Бугра.
Про бомбардування китайських мусульман військовими літаками Японії повідомили в газетах Сирії. Делегація відвідала Афганістан, Іран, Ірак, Сирію та Ліван. Міністр закордонних справ, прем'єр-міністр і президент Туреччини зустрілися з китайською мусульманською делегацією після того, як вони прибули через Єгипет у травні 1939 року. Ганді та Джинна зустрілися з Хуей Ма Фуляном та уйгуром Ісою Альптекіним, коли вони засуджували Японію.

Іса повернувся до Сіньцзяна, і він виступив проти Другої Східно-Туркестанської республіки на півночі Сіньцзяна під час Ілійського повстання, стверджуючи, що це радянська комуністична маріонеткова держава Сталіна. Натомість він працював на китайський режим Гоміньдан Чжан Чжичжуна. Було 3 Ефенді (Üch Äpändi) (ئۈچ ئەپەندى), Айса Алптекін, Мемтімін Бугра (Мухаммад Амін Бугра) і Масуд Сабрі. Друга Східно-Туркестанська Республіка напала на них як на «маріонеток» Гоміньдану.
Шлюби між мусульманками (уйгурками) та китайцями хань викликали обурення Іси Юсуфа Алптекіна.
Антирадянські настрої підтримував Іса, а прорадянські — Бурхан. Совєти були обурені Ісою.
Він запитав Ма Буфанга, чи дозволять Чан Кайші і китайський уряд створити незалежну ісламську державу в південному Сіньцзяні, щоб протистояти комуністам і підтримуваній Радою Другій Східно-Туркестанській Республіці, але Ма Буфан не задовольнив це прохання. Натомість Ма втік на американському літаку ЦРУ з кількома мільйонами доларів у золоті, коли китайська комуністична армія наблизилася до Цинхаю. Потім Ма втік на контрольований Гоміньданом острів Тайвань, потім до Єгипту.
Альптекін утік від захоплення комуністами Сіньцзяну через Гімалаї, дістався Ладакха в контрольованому Індією Кашмірі та відправився у вигнання до Туреччини. У 1954 році він і Мухаммад Амін Бугра вирушили на Тайвань, щоб спробувати переконати гомінданський уряд Республіки Китай відмовитися від своїх претензій на Сіньцзян. Їхня вимога була відхилена, і Тайвань підтвердив, що вважає Сіньцзян «невід'ємною частиною Китаю».
Члени Конгресу США зустрілися з Альптекіним у 1970 році. Альптекін зустрівся з ультранаціоналістичним пантюркським лідером Альпарсланом Тюркешем. Під час перебування в Туреччині Алптекін висловлював антивірменську риторику і стверджував, що вірмени вбили невинних турецьких мусульман.
Іса Юсуф Алптекін був батьком Еркіна Алптекіна. Під час вигнання Альптекіна в Туреччині, де він отримав велику підтримку пантюркських елементів в уряді Туреччини, уряд КНР засудив його за продовження «діяльності за незалежність Сіньцзяну» та за спробу повалити «соціалістичну систему». Коли він помер там у 1995 році, понад тисячу людей нібито відвідали його похорони, і він був похований на кладовищі Топкапи, поруч із мавзолеями двох колишніх турецьких лідерів, Аднана Мендереса та Тургута Озала. У 1995 році парк був присвячений Алптекіну в районі Блакитної мечеті в Стамбулі, а також меморіал мученикам пізнього Руху за незалежність Східного Туркестану. Високий характер освячення, включно з присутністю президента Туреччини, прем'єр-міністра, голови парламенту та інших, розлютив Китай. Він засудив Туреччину за втручання у її «внутрішні справи», і турецький державний департамент звернувся з проханням закрити парк, але місцеві виборці відмовилися.